# Holissus unciger
Holissus unciger là một loài nhện trong họ Dysderidae. Chúng được Eugène Simon miêu tả năm 1882, và chỉ được tìm thấy tại Pháp.